# Керентопф Роман Карлович
Керентопф Роман Карлович (псевдо: Вихор; 1914, с. Берестовець, тепер Костопільський район, Рівненська область–  ) — сотенний УПА. 

## Життєпис
Народився у селі Берестовець Костопільського району на Рівненщині.
У лютому 1943 року його сотня разом із сотнею «Лиса» (сотенний Юрченко Григорій Васильович) поблизу села Каменуха підірвали німецький потяг, що саме перевозив зброю. Які наслідки мала ця акція невідомо. Після акції бійці УПА відійшли в ліс.